# Кубок Мерконорте
Кубок Мерконорте (исп. Copa Merconorte) — международный турнир по футболу среди клубов северной части Южной Америки. Разыгрывался ежегодно в 1998—2001 (всего четыре розыгрыша). Идея турнира скопирована у Кубка МЕРКОСУР — турнира, проводимого среди клубов стран южной части Южной Америки.

## Формат
В турнире участвовали клубы Боливии, Венесуэлы, Колумбии, Перу и Эквадора, впоследствии к участию пригласили клубы из ведущих стран КОНКАКАФ — Мексики, США, Коста-Рики.
В первом розыгрыше 1998 года кроме южноамериканских команд должны были участвовать команды из Мексики и США. Однако, организаторы не смогли договориться с Мексиканской футбольной ассоциацией, какие именно команды от этой страны должны участвовать в турнире. Затем было решено исключить из розыгрыша также команды из США. Таким образом, в 1998 и 1999 годах в турнире играли 12 команд. Клубы были разбиты на 3 группы по 4 в каждой. Победители групп и лучшая вторая команда выходили в полуфинал.
В последующих розыгрышах североамериканские команды вновь были включены в состав участников. Так, в 2000 и 2001 годах участвовало 16 команд. Клубы были разбиты на 4 группы. Победители групп выходили в полуфинал.

## Финалы
| Сезон      | Победитель                    | Счёт              | Финалист                        |
| ---------- | ----------------------------- | ----------------- | ------------------------------- |
| 1998 Обзор | Атлетико Насьональ (Медельин) | 3:1, 1:0          | Депортиво Кали (Кали)           |
| 1999 Обзор | Америка (Кали)                | 1:2, 1:0 (п. 5:3) | Индепендьенте Санта-Фе (Богота) |
| 2000 Обзор | Атлетико Насьональ (Медельин) | 2:1, 0:0          | Мильонариос (Богота)            |
| 2001 Обзор | Мильонариос (Богота)          | 1:1, 1:1 (п. 3:1) | Эмелек (Гуаякиль)               |

## Победители и финалисты
Все 4 розыгрыша выиграли клубы из Колумбии, более того только однажды в финале играла команда не из Колумбии, в розыгрыше 2001 года в финал вышел эквадорский «Эмелек».
| Клуб                            | П | Ф | Годы       |
| ------------------------------- | - | - | ---------- |
| Атлетико Насьональ (Медельин)   | 2 | 2 | 1998, 2000 |
| Мильонариос (Богота)            | 1 | 2 | 2000, 2001 |
| Америка (Кали)                  | 1 | 1 | 1999       |
| Депортиво Кали (Кали)           |   | 1 | 1998       |
| Индепендьенте Санта-Фе (Богота) |   | 1 | 1999       |
| Эмелек (Гуаякиль)               |   | 1 | 2001       |

### По странам
| Страна   | П | Ф |
| -------- | - | - |
| Колумбия | 4 | 7 |
| Эквадор  |   | 1 |